# Aimé Levet
Pour les articles homonymes, voir Levet.
Aimé Levet (italianisé en Amato Levet), né le 25 août 1806 à Annecy (duché de Savoie) et mort le 16 juin 1889 aux Barattes (Annecy-le-Vieux - Haute-Savoie), est un avocat et homme politique du duché de Savoie, ancien député sarde, puis français, premier président du conseil général de la Haute-Savoie et premier maire d'Annecy au lendemain de l'annexion de la Savoie en 1860.

## Biographie

### Origines
Aimé-Antoine Levet naît le 25 août 1806 à Annecy, dans le département du Mont-Blanc. Le duché de Savoie a été annexé par la France révolutionnaire, par décret du 27 novembre 1792.
Il entreprend des études de droit et est fait docteur le 27 mai 1828. Il devient avocat.
Il se marie avec Caroline Albertine Cauvin.

### Carrière politique sarde
Il entame une carrière politique en devenant conseiller provincial, puis conseiller divisionnaire de la province de Genevois,.
Aimé Levet, après avoir été membre du conseil syndical de la ville d'Annecy (vice-syndic le 7 avril 1849), devient syndic (25 mars 1852), en remplacement de Albert-Eugène Lachenal,,.
La Constitution de 1848 ouvre de nouvelles perspectives politiques dans le royaume de Sardaigne. Aimé Levet est élu le 27 juin 1848 face au baron Livet, député conservateur du duché de Savoie, pour le collège d'Annecy, lors de la Ire législature du royaume de Sardaigne,. En 1849, il est remplacé par Antoine Mathieu.
Lors des débats sur l'avenir du duché de Savoie, il appartient à la tendance libérale et anticléricale savoyarde, partisan d'une annexion du duché de Savoie à la France. Il s'exprima dans ce sens à la Chambre : 

« N'oubliez pas la Savoie a sa langue, ses mœurs, sa nationalité enfin, et qu'elle a droit de vivre de sa vie propre, de son existence individuelle. Rappelez-vous qu'entre le Piémont et la Savoie s'élèvent les Alpes, aussi bien qu'entre l'Allemagne et l'Italie. »

### Carrière politique française

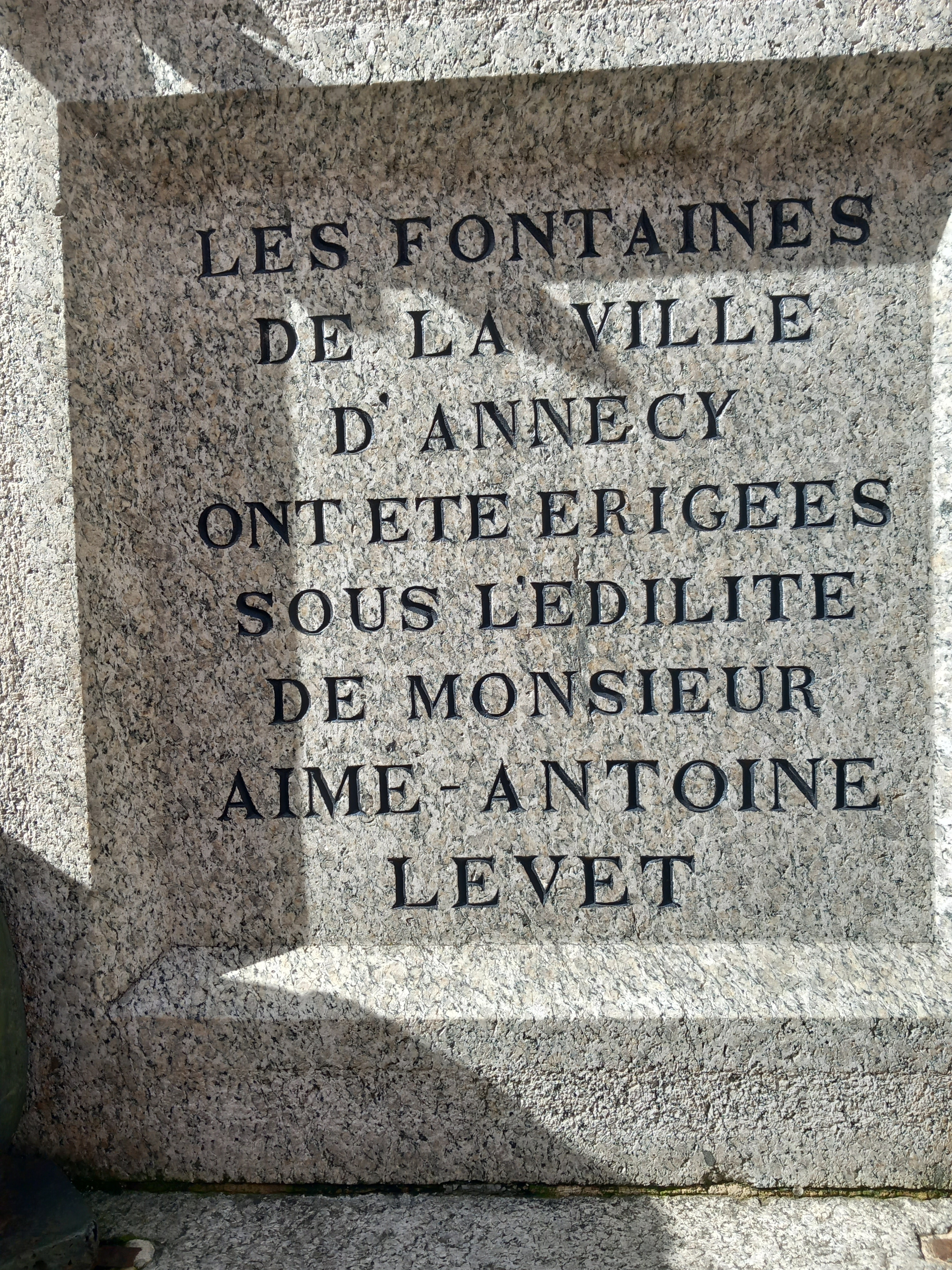
Plaque commémorative

Au lendemain de l'Annexion, il poursuit sa carrière politique. Il est nommé maire de la ville d'Annecy au lendemain de l'Annexion, le 11 juin 1860 et le reste jusqu'en 1864,. Son rôle dans la réunion du duché à la France lui vaut d'être fait chevalier de la Légion d'honneur,.
Il est élu conseiller général du canton d'Annecy-Nord, puis premier président du conseil général de la Haute-Savoie. Il s'oppose à la nouvelle appellation du département, lui préférant celle de « Mont-Blanc », rappelant que la Haute-Savoie fut le nom d'une ancienne province, avec pour chef-lieu Albertville. Un vote en ce sens sera émis par l'assemblée, ainsi qu'au conseil municipal de la ville d'Annecy,.
Il se présente aux premières élections législatives du 9/10 décembre 1860, mais c'est le catholique ultramontain, Hippolyte Pissard qui obtient le siège.
Il est actionnaire de la Banque de Savoie, puis il devient le directeur de la succursale d'Annecy, en 1864,.
Aimé Levet meurt au lieu-dit des Barattes, sur la commune d'Annecy-le-Vieux, le 16 juin 1889.

## Décorations
Aimé Levet a été fait, après l'annexion :
- Officier d'académie
- Chevalier de la Légion d'honneur